# Loch Mullardoch
Loch Mullardoch är en sjö i Storbritannien.   Den ligger i kommunen Highland och riksdelen Skottland, i den norra delen av landet, 700 km nordväst om huvudstaden London. Loch Mullardoch ligger 247 meter över havet. Arean är 5,7 kvadratkilometer. Omgivningarna runt Loch Mullardoch är i huvudsak ett öppet busklandskap. Den sträcker sig 2,0 kilometer i nord-sydlig riktning, och 8,2 kilometer i öst-västlig riktning.